# Madredeus
Madredeus és un dels grups portuguesos de més projecció mundial. La seva música combina influències de la música tradicional portuguesa amb la música clàssica i amb la música popular contemporània.

## Història

### Bandes anteriors
El primer grup dels que va formar part Pedro Ayres Magalhães va ser Faíscas, un quartet de punk que no va enregistrar cap disc. Era el 1978, tocava el baix i era anomenat “Dits de tauró”. Després de dissoldre’s formaren els Corpo Diplomático (1980), un sextet que incorporà Carlos Maria Trindade als sintetitzadors, més vell que la resta, amb formació de pianista i coneixements de música clàssica i contemporània. Enregistraren un sol disc, Música moderna (1980) al segell independent Nova, que no tingué a penes difusió.
Després de la separació dels Corpo Diplomático crearen els Heróis do Mar, format per Pedro Ayres Magalhães, Paulo Pedro Gonçalves, Carlos Maria Trindade, António José Almeida i Rui Pregal da Cunha a la veu. Inspirat en la imatge de les bandes britàniques neo-romàntiques, buscaven reinventar, sota una forma contemporània, la mitologia nacionalista portuguesa tradicional. Es presentaven en escena amb una indumentària estilitzada basada en els uniformes militars del segle xv i evocant l'estètica de l'era dels descobriments. La premsa els va titllar de feixistes. Publicaren el maxi O amor que tingué molt d’èxit i que tingué repercussió fora de les fronteres portugueses, cosa que, a l’època, no era gens habitual.
El 1982, Pedro Ayres Magalhães publica en solitari el disc Rapazes de Lisboa i s'implica en un nou segell discogràfic Fundação Atlântica (relacionada amb el segell Valentim de Carvalho) com a intèrpret, arranjador i productor. Un dels grups d’aquest segell van ser els Sétima Legião, formats per Pedro Oliveira (veu i guitarra), Rodrigo Leão (baix), Gabriel Gomes (acordió), Paulo Marinho (cornamusa), Paulo Abelho (percussió), Nuno Cruz (bateria), Ricardo Camacho (sintetitzadors) i Francisco Meneses (lletrista). El seu so estava influït per la música galaicoportuguesa i per les seves antigues arrels celtes.

### Formació del nou grup
El 1986, l’ambient entre els membres dels Heróis do Mar ja estava una mica enrarit per algunes dissidències interiors. Pedro Ayres Magalhães començava a no estar satisfet del format de cançó pop i volia tornar a la guitarra clàssica. Aquest mateix any manté una conversa nocturna en un bar amb Rodrigo Leão i decideixen cercar una nova sonoritat que en paraules del primer retratés “una sentimentalitat familiar a ser portuguès”. Rodrigo Leão havia observat el treball de Ricardo Camacho amb els sintetitzadors dels Sétima Legião i li havia despertat la voluntat de conèixer de més a prop el nou món digital. Poc després, el projecte acolliria Gabriel Gomes a l’acordió i el violoncel·lista Francisco Ribeiro. El violoncel completava la sonoritat de la formació, en fornia la gamma de baixos que li mancava, tot creant l'elemental contrapunt amb els restants instruments i amb la cadència ritmada suplia l’absència de percussió.
Els mancava la veu. Tenien clar que volien una veu femenina. El mètode per a trobar la cantant ideal era fer cantar a les candidates A sombra, un tema creat per Pedro Ayres Magalhães per a la banda sonora de la pel·lícula De uma vez por todas de Joaquim Leitão. Qui aconseguís cantar A sombra de manera satisfactòria, seria l'elegida. Pel novembre del 1986 eren un grup sense nom que ja havia fet una quinzena d’audicions sense èxit a cantants, tant conegudes com desconegudes.
A l’època, Teresa Salgueiro, que tenia 17 anys, era la veu dels Amenti, un grup de música de garatge, que cantava en anglès. El seu líder era veí de diversos músics dels Sétima Legião. Rodrigo i Gabriel assistiren a una sessió d’assajos del grup. Al final, els Amenti no els havien fascinat particularment, però la cantant, si. Pocs dies més tard, Rodrigo i Gabriel, amb la resta dels Sétima Legião, anaren al bar Gingão, una taverna del Bairro Alto i hi trobaren la Teresa, dreta, cantant fados populars per a una amiga. Li varen parlar del grup nou i li proposaren de fer unes proves. Ella acceptà. L'endemà van fer les proves i tothom tingué clar que havien trobat la veu que cercaven. Paral·lelament els Sétima Legião i els Heróis do Mar seguiren editant discos.
El grup començà a assajar en un local sense condicions de Buraca, a l’àrea metropolitana de Lisboa. El gener del 1987, trobaren un nou local al Teatro Ibérico, situat al barri de Xabregas. El teatre ocupava una part de l’antic convent de Madre de Deus, concretament la nau de l'església, aleshores ja dessacralitzada. Combinaven els seus assajos amb els dels actors de les obres que s'hi representaven. Els actors de dia i ells de nit. Les parets, de pedra antiga, la dotaven d’una gran acústica.
Durant els assajos, les portes del teatre sempre romanien obertes i els amics i coneguts hi acudien a passar l'estona. De manera que sempre assajaven amb públic. Les cançons evolucionaven en aquest ambient, permetent al grup una avaluació contínua del seu treball.
Però el grup encara no tenia nom. Els amics que assistien a l'església de Madre de Deus acabaren per simplificar anomenant el lloc Madredeus. I el nom quedà.

### Os dias da MadreDeus
L’any següent enregistraren el seu primer disc Os dias da MadreDeus, que seria un disc doble. Les gravacions tingueren lloc els dies 28, 29 i 30 de juliol. Es feren a la mateixa església, sense públic i s'hagueren de fer de nit per evitar el soroll dels cotxes i els tramvies que passaven a prop de l'edifici. Per evitar qualsevol soroll, estaven descalços a l'escenari amb els peus sobre coixins. Van escollir aquell lloc per l’acústica. Podien repetir diverses vegades les preses, però la gravació era sempre en directe, tocant tots els músics alhora. Després només es podia alterar, en estudi, l'equalització.
El primer concert del grup fou el 20 de novembre a Porto, com a teloners dels Sétima Legião. El segon concert fou a l’Aula Magna de la Universitat de Lisboa, el 30 de novembre. Sobre el concert Manuel Neto escrigué pel Diario Popular:
| « | El concert es desenvolupà en un ambient gairebé erudit, escampant noves cançons i noves acústiques arrencades a les arrels populars, en un contrast entre la tradició i la modernitat. De sobte vàrem sentir que alguna cosa important estava passant a la música portuguesa (...) No era només un ritme transfigurat o un vers substituït. Era tot un conjunt de dades, harmòniques i vocals el que determinava els aplaudiments entusiastes del públic. Més que una simple moda, aquest projecte reflecteix un retrobament amb la música, les voltinhas, les marxes i el fado, (...) un retrobament amb nosaltres mateixos. | » |

Tot i que encara no havia estat publicat el disc, el concert havia estat promocionat per boca-orella pels bars del Bairro Alto. L’Aula Magna s'omplí i molta gent es quedà fora. Sense gairebé promoció als mitjans. Sense saber exactament que esperar. Manela Silva Reis del Correio da Manhã escrigué:
| « | Bravo als quatre instrumentistes i bravíssim a Maria Teresa, la veu que aconsegueix calmar platees, pel que es pogué apreciar en aquesta nit en la que d’inici, el públic no semblava estar capacitat per a un so noble i màgic (...) No fou a la primera vegada sinó a la segona que els udols i xiulets de públic foren ofegats per la veu de Maria Teresa... | » |

El 7 de desembre el disc sortí a la venda. L'edició inicial de 5.000 còpies, s'esgotà ràpidament.
El novembre del 1987 Carlos Maria Trindade abandonà els Herois do Mar i inicià un projecte de música electrònica amb Nuno Canavarro.

### Existir
El 1988, alguns integrants del grup, encara participaven en els Sétima Legião i Heróis do Mar. Els Madredeus eren un projecte paral·lel. En diverses ocasions tocaren el mateix dia amb algun d'aquests grups i amb els Madredeus, passant del rock a l'erudit.
El 1989 encara no tenien local d’assaig fix. Després del Teatro Ibérico, assajaren a les seves cases, després en un garatge dels pares de Francisco i després en una botiga, un cop havia tancat.
Teòricament havien d'enregistrar el segon disc aquell any, però canvis a la direcció de la discogràfica i el pas del vinil al CD ho ajornaren. A més, el segell hagué de fer obres als estudis per a adequar-se a l'enregistrament de vídeos, un element de creixent importància a l’època per a la promoció de la música.
Al llarg del 1989 feren només 14 concerts. Pedro i Rodrigo continuaven amb les seves bandes i Teresa i Francisco cantaren a l’obra A ilha do Oriente on Teresa, a més, feia d’actriu.
El febrer del 1990 els Madredeus iniciaren, finalment, l'enregistrament d’Existir. Es tracta d’un treball fet entre els compromisos dels Sétima Legião. L’octubre del 1989 se separaren els Herois do Mar. L'enregistrament es prolongaria fins al mes d’abril. A Existir les lletres del grup es tornaren més urbanes. Aquesta gravació ja va ser feta amb multipistes. Amb això el so guanyà en definició i la mescla realçà el paper de cada un dels instruments.
Durant els dos anys entre les gravacions dels dos discos els membres del grup presentaren composicions seves i algunes arribaren a ser arranjades i d'altres no fins que tingueren un arxiu amb 30 temes. L’única que no formava part d’aquest arxiu era Matinal. Totes les cançons eren originals i participaven de la música tradicional per un sentit, merament, intuïtiu. A l'estudi n’enregistraren 16 i n’escolliren 12 pel disc.
Els dies 26 i 27 de juny presentaren l’àlbum a Lisboa, al Teatre Tívoli. Fins a final d’any només feren 5 concerts més per altres poblacions portugueses.

### Primers concerts fora de Portugal iLisboa
Per l’any 1991 prepararen una gira de 4 mesos per Portugal. El problema era que els Madredeus no podien tocar a qualsevol lloc per una qüestió d’acústica. El tècnic de so, António Cunha, recorregué el país cercant teatres i cinemes de província. Alguns estaven tancats feia anys i va ser necessari negociar amb els propietaris i en d'altres no va ser possible. Teresa encara estudiava i feien els possibles per apropar els concerts als caps de setmana.
Començaren a cridar l’atenció de les institucions. La seva imatge formal i encorbatada els feien adequats per a tot tipus d’acte. El juny feren tres concerts a Macau, durant les commemoracions del Dia Nacional. Pel mig enregistraren els vídeos d’O pastor i Cuidado. Tots els concerts que feien a l'estranger van ser convidats per les autoritats portugueses.
Al concert del 30 d’abril al Coliseu de Lisboa, tocaren amb l’intèrpret de guitarra portuguesa, Carlos Paredes, que declarà:
| « | Madredeus és un conjunt amb característiques molt especials (...) Primer, perquè tots tenen una gran intuïció musical, aconsegueixen harmonitzar instruments que són molt diferents de tal forma que sembla un conjunt molt més gran. Després, des del punt de vista musical, és una música que té influència de diversos tipus de música urbana portuguesa, però apareix com una cosa perfectament original, diferent a tot el que he escoltat fins avui. (...) Per a ells, la música té el significat que ha de tenir. La música és el reflex de la pròpia vida, de la vida que les persones porten. | » |

El grup representà Portugal a l’Europàlia’91 celebrada a Brussel·les. A més hi participaren els Sêtima Legião i els Trovante. Coincidint amb l'esdeveniment, s'editaren a Bèlgica dos recopilatoris, un de fado i un de música portuguesa actual: Portugal’s fado i Portugal today. El segon contenia O pastor. Passades unes poques setmanes, el primer s'estava venent més, però el segon estava sonant més a la ràdio a causa d’O pastor.
L'espectacle fou un èxit i l’EMI-Bèlgica va voler editar un disc dels Madredeus. El gener del 1992 va editar Existir. A causa d’aquesta edició van fer diversos concerts a Bèlgica al llarg del 1992. El segell Virgin edità a França un recopilatori de New Age on estaven inclosos els Madredeus amb la cançó O pastor.
Aquest any s'edità a Portugal el disc doble en directe, Lisboa. Aquell any feren pocs concerts a Portugal. Tanmateix feren diversos a Espanya, Suïssa i sobretot a França i Holanda. A finals d’any viatjaren al Japó per fer un concert promocional. L'estiu Existir s'edità a França. El març del 1993 tocaren a Grècia. Allà s'havien venut 10.000 còpies del disc quan O pastor aparegué en una campanya publicitària del whisky J&B i el disc s'enfilà fins al segon lloc de les llistes.
El juliol s'incorporà un nou guitarrista, José Peixoto. La seva guitarra introduí una tendència més arabitzant, ritmes més pròxims al sud de Portugal, de l'Algarve i Alentejo. A finals d’any enregistraren el tema Maio, maduro maio per a un disc col·lectiu d’homenatge a José Afonso.

### O espírito da paz

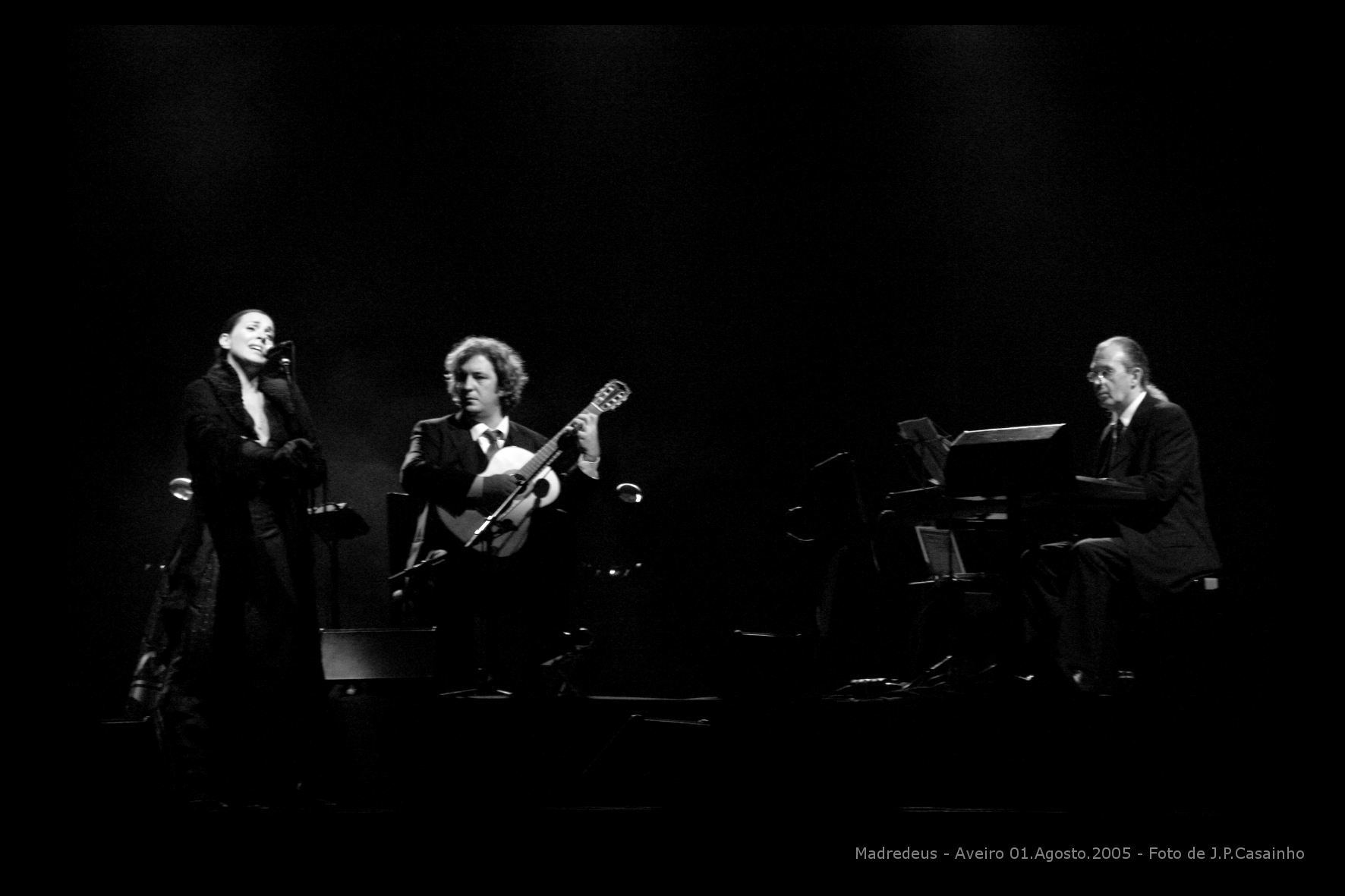
Concert dels Madredeus a Aveiro, 1 d'Agost del 2005.

S'edità Existir a Espanya, Grècia i Holanda i feren una gira internacional que s'allargà fins al 1993. Van fer alguns concerts al Japó. Rodrigo Leão publicà aquest any Ave mundi Luminar. Enregistraren la cançó Canção per a un disc d’homenatge a António Variações anomenat Variações, as canções de António.
Reservaren la primera meitat de l’any 1994 per l'enregistrament d’un nou disc. Tots sis es reunien a casa de Gabriel per a compondre i assajar el nou repertori. En principi treballaren amb 50 temes nous. Després de la primera selecció, en quedaren 27. Van enregistrar el disc a Anglaterra. Escolliren uns estudis-residència situats al camp, per a l'enregistrament i un altre a Londres per a les mescles i la postproducció.
El nou disc seria editat simultàniament a Portugal, Bèlgica, Grècia i Espanya i el setembre a 18 països europeus i asiàtics més. A Portugal es van vendre més de 100.000 còpies quasi sense publicitat.
Hi havia tensions entre el grup i el segell, perquè la creativitat del grup era molt gran i volien treure molts discos, cosa que al segell no li agradava, ja que preferia treure’ls a poc a poc, explotar-los a fons i no saturar el públic. Malgrat tenir bones xifres de vendes, els Madredeus no han estat mai un fenomen generalitzat a Portugal. Agraden a una minoria molt interessada en la música, però els seus temes no tenien, a penes, presència a la ràdio o la TV.
Aquell any Rodrigo Leão abandonà els Madredeus per a dedicar-se a la seva carrera en solitari i fou ràpidament substituït per Carlos Maria Trindade, sobradament conegut pel grup. Ho comunicà enmig d’una gira europea. Rodrigo Leão s'oferí a continuar fent concerts fins a finals d’any, però Pedro Ayres Magalhães preferí fer la substitució.

### Lisboa StoryiAinda
La gira d’O espírito da paz començà el maig del 1994 i acabà l’abril del 1996. El 1994 compaginaren els concerts amb el rodatge del documental Lisboa story.
El 1994, Lisboa va ser la Capital Europea de la Cultura i l’organització convidà Wim Wenders a fer un documental sobre la ciutat. El productor seria Paulo Branco que ja havia produït dues pel·lícules al director. Una de les qüestions a solucionar era la banda sonora. Wenders donava una importància creixent a aquest aspecte i preferí recórrer a la música portuguesa. Branco li envià diversos discos representatius de diferents tendències i ell escollí els Madredeus. En una trobada amb el grup, Pedro Ayres Magalhães li oferí utilitzar temes nous en comptes dels dels dos CD’s anteriors. Finalment la banda sonora es recollí al disc Ainda.

### Segona formació
Als canvis a la formació ja esmentats li seguiren d'altres. El 1996, Francisco Ribeiro i Gabriel Gomes deixaren el grup. De la formació original només quedaren Pedro Ayres Magalhães i Teresa Salgueiro. En 1997 enregistren O paraiso. Aquest any entra al grup Fernando Júdice (baix acústic).
El 1998 són convidats a la inauguració de l’Expo’98 de Lisboa, ocasió en què actuen conjuntament amb Josep Carreras. L’any 2000 treuen al mercat el recopilatori Antologia amb cançons dels diversos treballs del grup més dues cançons inèdites: Oxalá i As brumas do futuro, tema de la pel·lícula dirigida per Maria de Medeiros, Capitães de Abril, sobre la Revolució dels Clavells.
El 2001 editen O movimento, el segon àlbum amb la nova formació i Euforia, un disc doble amb cançons enregistrades en directe pel grup amb la Vlaams Symfonisch Radio-Orkest, l’Orquestra Simfònica de la Ràdio Flamenca, de Bèlgica. També s'edita Electrónico, un recull de versions electròniques de les seves cançons fetes per alguns dels músics electrònics europeus més prestigiosos.
El 2004 tornen a l'estudi i enregistren cançons suficients per a dos discos més: Um amor infinito, dedicat als seus fans de tot el món i Faluas do Tejo, aquest darrer, un homenatge a Lisboa.

### Any sabàtic i projectes paral·lels
L’any 2007 va ser un any sabàtic pels Madredeus. Els seus integrants desenvoluparen projectes paral·lels, com Teresa Salgueiro, que va treure dos discos aquell any, ambdós produïts per Pedro Ayres Magalhães. José Peixoto i Fernando Júdice crearen el grup Sal amb la veu d’Ana Sofia Varela i la percussió de Vicky. A finals d’aquell any, però Teresa Salgueiro, José Peixoto i Fernando Júdice anunciaren que abandonaven el grup. Pedro Ayres Magalhães va declarar que el futur del grup era incert i que era difícil pensar a seguir sense Teresa Salgueiro, quina veu havia esdevingut emblemàtica pels Madredeus.

### Madredeus & A Banda Cósmica
El 2008, treuen un nou disc, Metafonia. Pedro Ayres Magalhães i Carlos Maria Trindade decidiren no substituir els membres sortints sinó crear un nou ensemble al qual anomenaran A Banda Cósmica, formada per les cantants Rita Damásio i Mariana Abrunheiro, Ana Isabel Dias a l’arpa, Ruca Rebordão a la percussió, Sérgio Zurawski a la guitarra elèctrica, Gustavo Roriz al baix i contrabaix, Babi Bergamini a la bateria i Jorge Varrecoso com a violinista convidat i substituït més endavant per António Barbosa. El 2009 surt A nova aurora, mantenint la mateixa formació. El 2010 es publica Castelos na areia i el 18 d’octubre Pedro Ayres Magalhães anuncia la fi del cicle dels Madredeus amb la Banda Cósmica en una carta publicada al web del grup.

## Membres del grup
Membres Actuals
- Beatriz Nunes – veu (2012–actualitat)
- Pedro Ayres Magalhães – guitarra clàssica (1985–actualitat)
- Carlos Maria Trindade – teclat (1995–actualitat)
- Jorge Varrecoso – violí (2012–actualitat)
- António Figueiredo – violí (2012–actualitat)
- Luis Clode - violoncel (2012-actualitat)

## Reflexions
Reflexions de Pedro Ayres Magalhães sobre la música dels Madredeus.
Sobre Os dias da Madredeus:
| « | El resultat havia de ser les cançons del nostre paisatge, dels camps grocs i secs del sud, de la humitat plana i esperançada d'Estremadura, dels racons meravellosos del Nord (...) Les nostres ciutats, d’una bullícia discreta i sempre molt solitària i la cara resignada, de vegades, somrient, d’aquells amb qui ens creuem pel carrer, haurien de quedar bé amb aquestes melodies de fons. Cançons de paraules sense històries que només invoquessin la nostra antiga mirada pel món. | » |

| « | Naturalment que no es comprendran totes les paraules en una primera audició, però poc a poc, sense preocupació, tot al seu temps es tornarà clar. Tot allò que ja té temps, porta temps per a ser comprés. | » |

Sobre Existir:
| « | Només ens decidírem a gravar quan sentírem que havíem trobat una plataforma d'entesa comuna. En aquest disc és notori el nostre gir cap a l'exterior. Existir és la nostra major ambició (...) Era l’únic terme que podríem utilitzar per a donar una certa unió a la diversitat d’aquest col·lectiu. Hi ha diferències que es tornen germanes. Nosaltres assolim una manera d'existir al mig d’aquestes diferències. | » |

Sobre O espírito da paz:
| « | O espírito da paz col·lecciona reflexions i sentiments de la cantant Teresa al llarg del seu viatge pel món, amb els seus amics del grup musical. Ella canta el que li podria passar si viatgés (i viatja), si cantés (i és cantant) i si hagués nascut a Lisboa (on, de fet, hi va néixer) (...) Es tracta, per tant, d’una fantasia musical sobre la nostra gira actual (...) Una construcció metafòrica sobre allò que es pensa i allò que se sent quan s'és portuguès i es viatja cantant. | » |

| « | Els comentaris que més vaig escoltar al llarg d’aquests darrers tres anys versen de la pau interior i l'estat de contemplació poètica que els nostres recitals i l’audició dels nostres discos, proporcionen a l’oïdor. | » |

Sobre la saudade (enyorança):
| « | És aquell estat en el qual ja no ens recordem del punt en què vàrem començar a sentir-nos feliços ni del punt en què vàrem començar a sentir-nos tristos. És quan aprenem a estimar l'enyorança tant con estimem l’alegria, perquè ambdues ens fan sentir vius. Nosaltres, els Madredeus, vam voler crear un tipus de música que expressés aquest estat. | » |

## Discografia

### Discos d'estudi
- Os dias da MadreDeus (1987)
- Existir (1990)
- O espírito da paz (1994)
- Ainda (1995, banda sonora del la pel·lícula Lisboa Story de Wim Wenders)
- O paraíso (1997)
- O movimento (2001)
- Um amor infinito (2004)
- Faluas do Tejo (2005)
- Essência (2012)

#### Madredeus e A Banda Cósmica
- Metafonia (2008)
- A nova aurora (2009)
- Castelos na areia (2010)

### Discos en directe
- Lisboa (1992, en directe, enregistrat al Coliseu dos Recreios de Lisboa)
- O Porto (1998, en directe, enregistrat al Coliseu do Porto)
- Euforia (2002, en directe, amb la participació de l’Orquestra Simfònica de la Ràdio Flamenca)

### Recopilatoris
- Antologia (2000, recopilatori amb dues cançons inèdites)

### Remescles
- Electrónico (2002) - relectura electrònica de diversos temes del grupo

## Videografia
- Les Açores de Madredeus (1995) - documental francès sobre els Madredeus filmat a les Açores.
- Lisboa story (1995) – Pel·lícula escrita i dirigida per Wim Wenders
- O espírito da paz (1998)
- O Porto (1998) - concert en directe, enregistrat al Coliseu do Porto
- Euforia (2002) - concert en directe, amb la participació de l’Orquestra Simfònica de la Ràdio Flamenca
- Mar (2006) – Espectacle conjunt dels Madredeus i Lisboa Ballet Contemporâneo
- Metafonia - Ao vivo no Teatro Ibérico (2009)